# Дарко Євтич
Дарко Євтич (нім. Darko Jevtić, нар. 8 лютого 1993, Базель) — швейцарський футболіст, півзахисник клубу «Рубін». Виступав, зокрема, за клуби «Базель» та «Лех», а також молодіжну збірну Швейцарії. Чемпіон Швейцарії. Чемпіон Польщі. Володар Суперкубка Польщі.

## Клубна кар'єра
Народився 8 лютого 1993 року в місті Базель. Розпочинав займатися футболом у команді з однойменною назвою. У 2005 році перейшов до молодіжної команди клубу «Конкордія» (Базель), але вже через 8 місяців, у серпні 2006 року, повернувся до «Базеля». Після цього виступав у команді U-16, у складі якої вигравав чемпіонат Швейцарії у своїй віковій групі у 2008 та 2009 роках.
Євтич також виступав у командах U-18 та U-21. Він розпочав сезон 2011/12 років у новоствореному турнірі NextGen Series. У цьому міжнародному турнірі в груповому раунді ФК «Базель» виступав разом із «Тоттенгем Готспур», ПСВ та «Інтернаціонале».
На професіональному рівні Євтич виграв свій перший титул у січні 2012 року. Наприкінці сезону 2012/13 років у складі «Базеля» став переможцем чемпіонату та фіналістом Кубка Швейцарії, у якому його команда програла в серії післяматчевих пенальті.
У Лізі Європи сезону 2012/13 років він разом із «Базелем» вийшов у півфінал турніру й повинен був протистояти переможцям Ліги чемпіонів «Челсі». В обох поєдинках швейцарський клуб поступився з загальним рахунком 2:5. Протягом сезону, який складався з 76 матчів (36 — у Суперлізі, 6 — у Кубку, 20 — у Лізі чемпіонів та Лізі Європи, а також 14 товариських), резервіст Євтич зіграв по одному в національному чемпіонаті та кубку, а також у 2 товариських. Також відзначився 1 голом.
2 вересня 2013 року «Базель» оголосив, що Євтич на правах річної оренди буде захищати кольори австрійського клубу «Ваккер» (Інсбрук).
11 червня 2014 року перейшов на правах оренди до познанського «Леха», а по завершенні оренди польський клуб викупив контракт Дарко. Станом на 9 жовтня 2017 відіграв за команду з Познані 45 матчів в національному чемпіонаті.

## Виступи за збірні
2 жовтня 2008 року дебютував у складі юнацької збірної Швейцарії U-16. Ця команда перемогла однолітків із Болгарії з рахунком 6:2. У складі юнацької збірної Швейцарії U-17 дебютував 5 вересня 2009 року в переможному (10:0) домашньому поєдинку проти однолітків з Сан-Маріно. 
6 червня 2013 року дебютував на позиції лівого нападника/півзахисника у складі молодіжної збірної Швейцарії у програному (2:3) поєдинку проти Швеції. 5 вересня 2013 року, у виїзному переможному (2:0) поєдинку 5-ї групи кваліфікації молодіжного чемпіонату Європи 2015 року проти молодіжної збірної Латвії на стадіоні Слокас, в Юрмалі, відзначився дебютним голом за швейцарську «молодіжку». На молодіжному рівні зіграв у 14 офіційних матчах, забив 7 голів.

## Статистика виступів

### Статистика клубних виступів
| Сезон                     | Команда                   | Чемпіонат                 | Чемпіонат | Чемпіонат | Coppa nazionali | Coppa nazionali | Coppa nazionali | Континентальні кубки | Континентальні кубки | Континентальні кубки | Інші змагання | Інші змагання | Інші змагання | Усього | Усього |
| Сезон                     | Команда                   | Ліга                      | Ігор      | Голів     | Ліга            | Ігор            | Голів           | Ліга                 | Ігор                 | Голів                | Ліга          | Ігор          | Голів         | Ігор   | Голів  |
| ------------------------- | ------------------------- | ------------------------- | --------- | --------- | --------------- | --------------- | --------------- | -------------------- | -------------------- | -------------------- | ------------- | ------------- | ------------- | ------ | ------ |
| 2012–13                   | «Базель»                  | СЛ                        | 2         | 0         | КШ              | 0               | 0               | -                    | -                    | -                    | -             | -             | -             | 2      | 0      |
| 2013–14                   | «Ваккер» (Інсбрук)        | ФБ                        | 19        | 3         | КА              | 1               | 0               | -                    | -                    | -                    | -             | -             | -             | 20     | 3      |
| 2014–15                   | «Лех» (Познань)           | ЕК                        | 29        | 7         | ПП              | 4               | 0               | EL                   | 4                    | 0                    | -             | -             | -             | 37     | 7      |
| 2015–16                   | «Лех» (Познань)           | ЕК                        | 4         | 1         | ПП              | 0               | 0               | ЛЄ                   | 3                    | 0                    | СП            | 1             | 0             | 8      | 1      |
| Усього за «Лех» (Познань) | Усього за «Лех» (Познань) | Усього за «Лех» (Познань) | 33        | 8         |                 | 4               | 0               |                      | 7                    | 0                    |               | 1             | 0             | 45     | 8      |
| Усього за кар'єру         | Усього за кар'єру         | Усього за кар'єру         | 54        | 11        |                 | 5               | 0               |                      | 7                    | 0                    |               | 1             | 0             | 67     | 11     |

## Досягнення
«Базель»
- Швейцарська Суперліга U-16
  -  Чемпіон (2): 2007/08, 2008/09

- Суперліга (Швейцарія)
  -  Чемпіон (1): 2012/13

- Кубок Швейцарії
  -  Фіналіст (1): 2012/13

- Кубок Годинників
  -  Володар (1): 2013

«Лех» (Познань)
- Екстракляса
  -  Чемпіон (1): 2014/15

- Суперкубок Польщі
  -  Володар (2): 2015, 2016